# Albuca kirkii
Albuca kirkii är en sparrisväxtart som först beskrevs av John Gilbert Baker, och fick sitt nu gällande namn av John Patrick Micklethwait Brenan. Albuca kirkii ingår i släktet Albuca och familjen sparrisväxter. Inga underarter finns listade i Catalogue of Life.